# Графічне насильство
Графі́чне наси́льство (англ. Graphic violence) — зображення яскравих, жорстоких і реалістичних актів насильства у візуальних медіа, таких як література, кіно, телебачення, відеоігри. 

## Медіа
Графічне насильство зазвичай включає будь-яке чітке та реалістичне зображення різних актів насильства без цензури. Такі зображення містять сцени убивств, нападів із застосуванням вогнепальної зброї, нещасних випадків, які є причиною до тяжких травм і смерті, суїцидів і знущань. Для більш реалістичного зображення насильства вигадані елементи сюжету часто додають за допомогою CGI, ефектів крові та бутафорій. Аби вважатися „графічним“, насильство не має ніякими чином пом'якшуватися чи прикриватися; прикладом може служити відео підстреленої людини, яка стікає кров'ю та повалилась на землю.
Графічне насильство спрямоване викликати сильні емоції, від збудження та пожвавлення до відрази і страху, в залежності від глядача й способу подання. Певна міра графічного насильства стала необхідною складовою екшн жанрах для повнолітніх. Ще більш потворні та доведені до абсурду сцени насильства використовуються у жанрі жахів, щоб викликати відчуття страху та шокувати (чого й прагне відповідна аудиторія).
Багатьма вважається, що графічне насильство призводить до десенсибілізації і, як наслідок, до вчинення людиною жорстоких дій. Це призвело до застосування цензури як крайньої міри.

### Фільми
Сценами графічного насильства наповнені наступні фільми: «Сім», «Пила» (серія фільмів), «Кілер Джо», «Обличчя зі шрамом», «Бійцівський клуб», «Рейд», «Дедпул», «Апокаліпто» та багато інших. Показ деяких фільмів заборонений у ряді країн.

### Преса
ЗМІ на телебаченні та новинних сайтах демонструють акти насильства. Репортажам передує попередження про наявність кадрів, небажаних для людей зі слабкою психікою та дітей. Іноді сцени піддають цензурі, розмиваючи або перекриваючи частину зображень, чи навіть вирізаючи частини відео.